# Chaonaoliang
Chaonaoliang (kinesiska: 潮脑梁, 潮脑梁乡) är en socken i Kina. Den ligger i den autonoma regionen Inre Mongoliet, i den norra delen av landet, omkring 160 kilometer sydväst om regionhuvudstaden Hohhot.
Genomsnittlig årsnederbörd är 668 millimeter. Den regnigaste månaden är juli, med i genomsnitt 191 mm nederbörd, och den torraste är januari, med 1 mm nederbörd.